# Sascha Lippe
Sascha Lippe (* 28. Juni 1983 in Regensburg) ist ein deutscher Snookerspieler, -trainer und Tablefitter.
Lippe gewann zwischen 1999 und 2002 durchgängig den deutschen Meistertitel im Snooker in der Altersklasse U19. 2001 und 2004 gewann er in der Altersklasse U21. Nachdem er 2002 und 2004 jeweils Vizemeister in der Herrenklasse wurde, folgte 2007 sein erster Deutscher Meistertitel im Herren-Einzel. In der Saison 2003/2004 gewann er mit Patrick Einsle und Thomas May die 1. Bundesliga Snooker für den BSC Füssen und wurde erster in der Einzelwertungsrangliste. Von 2007 bis 2010 gewann er durchgehend die GOSR-Masters, welche das große Final-Turnier der nationalen Turnierserie German Open Snooker Ranking waren.
International gewann er 2007 zusammen mit Lasse Münstermann und Itaro Santos die EBSA European Team Championship durch einen 10:7-Finalsieg über das Team aus Belgien, was der erste internationale Titel für Deutschland im Snooker war. 2009 erreichte er den 3. Platz bei der Europameisterschaft im belgischen Duffel.
2002 und 2009 nahm er jeweils an der IBSF-Snookerweltmeisterschaft teil.
Im Mai 2010 beendete er seine profi-ambitionierte Karriere, spielte aber als Amateur weiter und wurde 2015 mit einem 4:3-Finalsieg gegen Patrick Einsle zum zweiten Mal deutscher Meister im Herren-Einzel.